# David Kellogg Lewis
David Kellogg Lewis (Oberlin, 28 de septiembre de 1941-Princeton, 14 de octubre de 2001) fue un filósofo estadounidense, considerado uno de los más importantes filósofos analíticos de la última mitad del siglo XX. Es conocido por su teoría del realismo modal, pero también hizo contribuciones de peso a la filosofía del lenguaje, la filosofía de las matemáticas, la filosofía de la ciencia, la filosofía de la mente, la metafísica, la epistemología y la lógica.

## Biografía
Lewis nació en Oberlin, Ohio, en 1941. Estudió en el Swarthmore College, y su interés por la filosofía fue motivado a raíz de su estancia en el extranjero de un año, en Oxford, donde asistió a las clases de John Langshaw Austin y tuvo como tutora a Iris Murdoch. Posteriormente se doctoró en Harvard, bajo la supervisión de Willard Van Orman Quine. En Harvard también conoció a su esposa Stephanie, coautora de tres de sus trabajos.
En 1966 Lewis comenzó a impartir clases en la Universidad de California en Los Ángeles. Posteriormente, en 1970, se trasladaría a la Universidad de Princeton donde permanecería la mayor parte de su carrera, hasta su muerte en 2001. Lewis mantuvo una cercana relación con Australia, cuya comunidad filosófica visitó casi anualmente durante más de tres décadas.
Lewis perteneció a la Academia Estadounidense de las Artes y las Ciencias, a la Academia Británica y fue miembro honorífico de la Academia Australiana de Humanidades. Recibió el doctorado honoris causa de las universidades de  Melbourne, de York y de Cambridge.

## Teorías
Su teoría más polémica y conocida es la que sostiene que existe un número infinito de mundos causalmente aislados y que el nuestro es tan sólo uno de ellos, aunque Lewis ha hecho duraderas contribuciones a un sorprendente número de campos de la filosofía. De hecho, en una parte considerable de las obras contemporáneas de filosofía analítica se puede percibir la influencia de Lewis.

## Publicaciones
Publicó cuatro libros:
- Convention (1969).
- Counterfactuals (1973).
- On the Plurality of Worlds (1986).
- Parts of Classes (1991).

Además su colección de textos fueron publicados en cinco volúmenes:
- Philosophical Papers Vol. I (1983).
- Philosophical Papers Vol. II (1986).
- Papers in Philosophical Logic (1998).
- Papers in Metaphysics and Epistemology (1999).
- Papers in Social Philosophy (2000).